# 嘉義民兵
嘉義民兵是嘉義民眾為反抗國民政府所組織的武裝隊伍；嘉義民兵在嘉義水上機場與駐守紅毛埤軍械庫的與國民政府軍隊發生激烈戰鬥；大量嘉義市民參與此一活動。

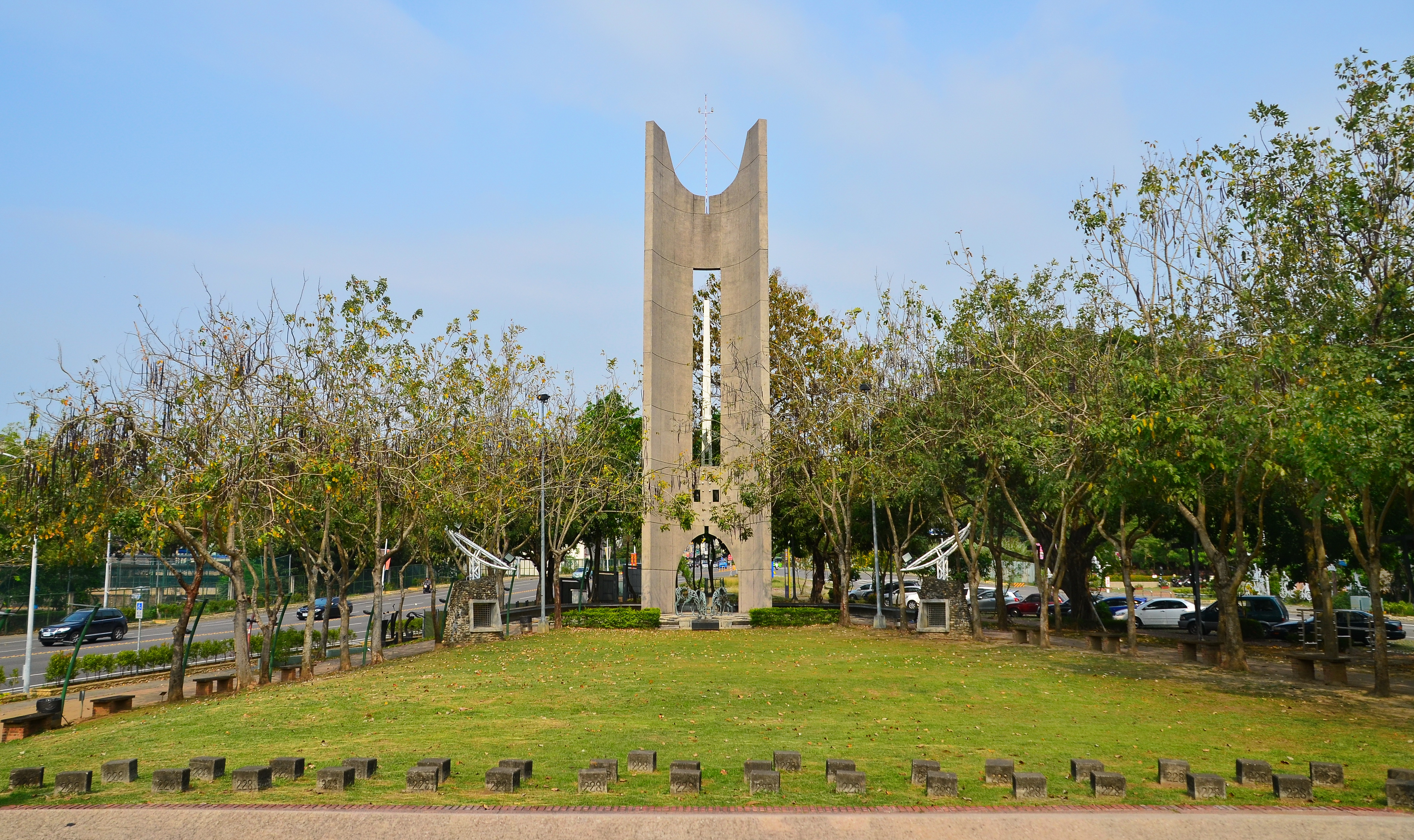
嘉義市二二八紀念公園

## 背景
二二八事件事件爆發後，反抗政府的氣氛蔓延臺灣全島，民眾號召合力攻陷警局、憲兵隊、軍械庫，自組保安隊維持地方治安；幾個地區則出現較大規模且有組織的武裝部隊，如臺中的二七部隊、嘉義民兵、斗六眼科名醫陳篡地的部隊、台灣自治聯軍、雄中自衛隊等，這些地區的反抗活動較為激烈，且傷亡慘重。
3月1日，駐防嘉義水上機場的中華民國空軍第29地勤中隊上士許天保為保衛營地陣亡。依父親當時也駐防該處的軍眷回憶，2月底時就有暴民搶奪日本留下軍械庫，之後包圍機場、占領制高點用機槍向機場內掃射，有2人殉職後機場警備隊才開始反擊，另一位軍眷回憶她先生當時帶了20多位士兵，槍上刺刀衝出機場，外面歹徒棄械將手槍及重機槍丟水溝逃跑，機場方面這次大戰後之後都是小戰。
3月2日，在嘉義火車站前的噴水池，《和平日報》嘉義總分社主任鍾逸人率青年群眾在街頭激情的演說與討論（有一說這些青年是中部地區人士南下而來）。演講訴說政府貪污腐敗、軍隊欺壓百姓、經濟慘澹生活艱困令人憤慨，呼籲人民起來反抗國民政府暴政，嘉義市民情緒激昂。隨後嘉義民眾、青年學生大動員，各自編成隊伍，分頭襲擊市長官舍與政府機關，攻陷警局接收槍械子彈。稱為「嘉義三二事件」。

## 成立組織
當時國軍在紅毛埤軍械庫、水上機場、東門町，市區內與市郊皆有駐軍，而江蘇籍的嘉義市長孫志俊逃往市區內憲兵隊後，主張軍隊要以武力鎮壓，同時地方上也出現流氓趁機接收武器，欲趁火打劫。
為了穩定局勢，3月3日部分嘉義市參議員、嘉義三民主義青年團成員及地方仕紳人士聚集開會，組成了「嘉義二二八事件處理委員會」（又作「嘉義三二事件處理委員會」）並設置「嘉義防衛司令部」（又稱「作戰本部」），由保定軍校出身、打過抗日戰爭的陳復志上校擔任司令，號召市民前來維護地方治安，保衛鄉里。又在處理委員會的決議下，占領嘉義電臺向全臺灣廣播徵求「志願軍」來嘉義協助，各地民眾與男學生組成隊伍前來，女學生與婦女則負責伙食與後勤事務，地方上有財力的人也送來許多物資。其中也不乏從臺中、雲林、臺南馳援的青年。

## 戰鬥與分裂
由於「志願軍」來自各地，要取得一致意見相當困難，甚至內部傳聞中國國民黨利用特務滲透，加入處理委員會鼓動分裂，一時之間「嘉義市防衛司令本部」內部紛亂不堪，很難做出有效的決策。且處理委員會主張和談，民眾戰鬥隊伍則主張戰鬥，加上陳復志雖為臺籍人士，但是赴中國發展的背景被視為「半山仔」，不被民眾信任，司令部形同虛設，陳復志不久便放棄指揮，處理委員會與民眾部隊缺乏橫向聯繫，主戰派與主和派各行其事，組織結構非常虛弱。3月3日當晚，便有主戰派隊伍開始攻擊憲兵營、紅毛埤軍械庫、水上機場、東門町軍營。
處理委員會將大陸人（外省人）都集中在中山堂、國民黨市黨部及參議會內加以「保護」。此舉在大陸人眼中是「將他們關入集中營」，但台灣人方面的用意是避免他們受到流氓的威脅。另一說則為「軟禁」，但說明絕大多數外省民眾未受虐待。而受台灣人所「保護」的外省人中，有提及共患難同伴被打死，以及「保護」的一開始有被叱責毆打，過了兩天後，對他們的待遇狀況才好轉處理委員會也與市區憲兵隊交涉，希望他們退出市區不要與民眾對立，但交涉失敗。
3月4日，戰鬥持續擴大。駐守市區外（嘉中附近）的由羅迪光營長指揮的部隊，砲擊市區造成平民傷亡。經處理委員會廣播勸說後，羅迪光軍轉進紅毛埤軍械庫。嘉義國民黨部主委張百豐與憲兵隊則致電給「嘉義市防衛司令本部」，表示援軍即將到達，威脅要殺光反抗市民，之後偕同市長退往水上機場。
3月5日處理委員會見軍事對立依然，市內治安也成問題，就請市參議員盧炳欽聯絡鄒族的湯守仁（日本陸軍士官學校出身、日軍大尉），帶領原住民下山幫忙維持秩序。中央行政長官陳儀使用兩面手法，一方面派了陳漢平及劉傳能到嘉義，要求處理委員會與軍隊議和。另一方面則要軍隊不准接受和談，繼續戰鬥，此時在紅毛埤和水上機場的戰鬥相當激烈，民兵對機場斷水斷電，軍隊向臺北求援，國軍則以空投補給品與彈藥給機場內的守軍。民兵則持續透過電臺招募，有臺中方面的二七部隊與斗六方面的臺灣自治聯軍前來支援。
3月7日，阿里山湯守仁領導的鄒族部隊下山來支援，以法隆寺（現嘉義佛教會館）內的螢光舍為屯所，原本要維持市區治安，而後轉支援攻打紅毛埤軍械庫，軍方撤退並銷毀部份武裝後轉往水上機場，之後民兵佔領軍械庫，但是可用武器已所剩不多。羅軍退往機場時在路上，遭遇駕車運送四名外省人前往市區保護的5名南靖糖廠員工，此為南靖糖廠事件。場內的軍隊則游擊式的攻擊鄰近村莊，殺害多人並拉伕到機場內擔任伙伕煮飯。此時，處理委員會持續與機場內的市長談判，委員會為了議和恢復了機場水電，並提供糧食給機場的守軍。
3月8日一早，黃華昌奉蔣渭川之命拉攏人在松山機場的指揮官陳金水，想利用飛機南下嘉義救被圍困在水上機場的嘉義民兵，但陳金水拒絕(該書黃華昌所述救援為救援3.5遭陸軍包圍的嘉義民兵，與其他說法的出入較大)。
3月9日，國軍守軍至機場附近的劉厝庄劫掠屠殺，稱為劉厝庄事件，三人在村中被殺，十人被帶到機場旁殺害。民兵仍然與機場對峙，並試圖以加農砲射擊機場，但因距離過遠無效。機場內國軍再度接到空運補給，彈藥和糧食都已充足，待援軍到達就要展開反攻。處理委員會再度前往機場談判，談判無效。
3月10日，民兵最後一次與機場內的國軍交火對戰。下午，處理委員會又提出七條件議和，內容包括：（1）國軍駐守營內；（2）國軍日用糧食由處委會供應；（3）市長返回市區處理善後，其生命由處委會負責；（4） 不得再派便衣潛入市區；（5） 雙方不得再開炮；（6）事件解決由處委會代表及政府大員會同辦理；（7）機場附近死者由處委會掩埋。但是羅迪光營長不接受和談。包圍機場的各民兵部隊得知國軍陸軍二十一師登陸，即將展開鎮壓的消息，湯守仁率領鄒族部隊撤回山上，其餘部隊也紛紛撤離。
3月11日，新登陸的二十一師一個營空運至嘉義機場，南部防衛司令部所派的援軍也到達嘉義。處理委員會為了讓嘉義市的損失減到最小，請參議員前往機場做和平談判。但是談判代表到機場後不久，士兵持槍而入，把談判代表一一綑綁帶走，其中唯一的女性邱鴛鴦(市參議員)、以及劉傳來(國大代表、省議員)、擔任通譯的王鍾麟被釋放，市參議員林文樹後來以錢贖命，其他幾位：陳復志、市參議會副議長潘木枝、市參議員陳澄波及柯麟，分別於3月18日與25日被公開槍殺。
3月12日，羅營攻入市區，宣佈開始收繳武器，將在市府前歡迎軍隊的有關人員一一逮捕，並劫掠其身上的財物。集中收容在國民黨市黨部、市參議會及中山堂的外省人被釋放出來。軍隊並宣佈戒嚴。
3月13日，整編二十一師一四六旅四三六團副團長彭時雨率軍進入嘉義市區，市長孫志俊隨軍回到市政府，隨後向市民廣播，要求區鄰里長檢舉涉及二二八的人士、軍警憲兵加強搜捕。
3月14日起，嘉義市的秩序已逐漸恢復。原先在嘉義市活動的民兵，部分退入小梅及附近山區，數日後政府軍在往小梅路上攔截疑似民軍的四輛卡車，發生激戰，民軍方面現場有三十多人死亡，有些則被捕後槍殺，政府軍有四人傷亡。還有一批民軍繼續往山地撤退，國軍於20日起掃蕩梅山地區，肅清告一段落。